# Erik Persson (calciatore)
Erik Persson (19 novembre 1909 – 1º febbraio 1989) è stato un calciatore svedese, di ruolo attaccante.

## Palmarès

### Club

#### Competizioni nazionali
- Campionato svedese: 2

AIK: 1931-1932, 1936-1937